# Sophronica rufuloides
Sophronica rufuloides är en skalbaggsart som beskrevs av Pierre Lepesme och Stefan von Breuning 1951. Sophronica rufuloides ingår i släktet Sophronica och familjen långhorningar. Inga underarter finns listade i Catalogue of Life.